# Classe Avenger (portaerei)
La classe Avenger – classe Charger nella United States Navy – è stata una classe di 4 portaerei di scorta costruite per la Royal Navy durante la seconda guerra mondiale negli Stati Uniti. Come altre portaerei di scorta, anche queste portaerei erano basate su scafi di navi mercantili Type C3, progettate dal MARCOM e convertite in navi da guerra.

## Progetto e descrizione
Le navi avevano un equipaggio di 555 uomini e una lunghezza fuori tutto di 150,04 m, una larghezza di 21,2 m e un'immersione di 7,09 m. Il dislocamento era di 8300 t standard e 9100 t a pieno carico. L'apparato propulsivo consisteva in quattro motori diesel connessi ad un unico asse, per una potenza all'asse di 6300 kW, che permetteva alle navi una velocità di 16,5 nodi.
Le infrastrutture per gli aerei consistevano in una piccola torre di controllo unita alla plancia, sul lato di dritta e sopra il ponte di volo in legno, lungo 120 m, in un montacarichi per gli aerei 13 m × 10 m, in una catapulta e in nove cavi d'arresto. Gli aeroplani potevano essere rimessati in un hangar di 58 m × 14 m sotto al ponte di volo. L'armamento comprendeva tre cannoni da 102 mm antiaerei e 15 mitragliere da 20 mm in affusti singoli o doppi.  Avevano una capacità di 15 velivoli, tipicamente un misto di caccia Grumman Martlet o Hawker Sea Hurricane e di aerosiluranti Fairey Swordfish o Grumman Avenger. Le tre navi britanniche furono la HMS Avenger, la HMS Biter e la HMS Dasher. La quarta unità, la USS Charger, fu costruita con lo stesso progetto ma commissionata dalla U.S. Navy.

## Navi
| Royal Navy - classe Avenger · U.S. Navy - classe Charger | Royal Navy - classe Avenger · U.S. Navy - classe Charger | Royal Navy - classe Avenger · U.S. Navy - classe Charger | Royal Navy - classe Avenger · U.S. Navy - classe Charger | Royal Navy - classe Avenger · U.S. Navy - classe Charger | Royal Navy - classe Avenger · U.S. Navy - classe Charger | Royal Navy - classe Avenger · U.S. Navy - classe Charger | Royal Navy - classe Avenger · U.S. Navy - classe Charger |
| Nomi precedenti                                          | Nome                                                     | Nomi successivi                                          | Impostata                                                | Varata                                                   | Commissionata                                            | Decommissionata                                          | Destino                                                  |
| -------------------------------------------------------- | -------------------------------------------------------- | -------------------------------------------------------- | -------------------------------------------------------- | -------------------------------------------------------- | -------------------------------------------------------- | -------------------------------------------------------- | -------------------------------------------------------- |
| Rio Hudson BAVG 2                                        | HMS Avenger (D14)                                        |                                                          | 28 novembre 1939                                         | 27 novembre 1940                                         | 2 marzo 1942                                             | 15 novembre 1942                                         | affondata dall'U-155 al largo di Gibilterra              |
| Rio Parana BAVG 3                                        | HMS Biter (D97)                                          | Dixmude                                                  | 28 dicembre 1939                                         | 18 dicembre 1940                                         | 6 maggio 1942                                            | 1945                                                     | ceduta in prestito alla Francia                          |
| Rio de Janeiro BAVG 5                                    | HMS Dasher (D37)                                         |                                                          | 14 marzo 1940                                            | 12 aprile 1941                                           | 2 luglio 1942                                            | 27 marzo 1943                                            | affondata a causa di un'esplosione interna               |
| Rio de la Plata BAVG 4 HMS Charger (D27)                 | USS Charger (CVE-30)                                     | Fairsea                                                  | 19 gennaio 1940                                          | 1 marzo 1941                                             | 3 marzo 1942                                             | 15 marzo 1946                                            | venduta e convertita in nave passeggeri                  |

## Servizio

### HMSAvenger
La HMS Avenger fu impostata nel 1939 come la nave mercantile Rio-Hudson presso il cantiere Sun Shipbuilding & Drydock Company di Chester, in Pennsylvania. Fu varata il 27 novembre 1940 e successivamente convertita in portaerei di scorta e trasferita alla Royal Navy secondo il Lend-Lease agreement e il 2 marzo 1942 entrò in servizio. Nel settembre 1942 prese parte al più numeroso e meglio riuscito convoglio artico verso la Russia fino a quel giorno. Durante il viaggio di ritorno, dopo aver osservato un certo numero di errori nel progetto, il capitano dell'unità scrisse alcune raccomandazioni per progetti futuri di portaerei di scorta. Nel novembre 1942 prese parte all'Operazione Torch, L'invasione alleata del Nordafrica, dove ebbe alcune noie ai motori. Il 15 novembre 1942, mentre lasciava la costa africana diretta verso casa, l'Avenger fu silurata dall'U-Boot tedesco U-155  alle 3:20 del mattino, 9 ore dopo aver lasciato Gibilterra alla volta della Gran Bretagna. La nave di conseguenza affondò, con perdite pesanti tra l'equipaggio.

### HMSBiter
La HMS Biter fu impostata come mercantile nel 1939 presso il cantiere Sun Shipbuilding & Drydock Company yard. Fu varata il 28 dicembre 1939, convertita a portaerei di scorta ed entrò in servizio con la Royal Navy il 6 maggio 1942. Nel 1945 fu restituita agli Stati Uniti e in seguito prestata alla Francia col nome Dixmude. Nel 1966 fu nuovamente restituita e affondata come bersaglio dalla US Navy.

### HMSDasher
La HMS Dasher fu impostata nel 1939 come nave mercantile, con il nome Rio de Janeiro, presso il cantiere Sun Shipbuilding. Fu convertita in porterei di scorta da Tietjen & Lang, e trasferita alla Royal Navy col nome HMS Dasher (D37) il 2 luglio 1942. Partecipò all'Operazione Torch, trasportando i Sea Hurricane dell'804 Naval Air Squadron. Dopo aver trasportato aerei nel Mediterraneo, la Dasher fece rotta per l'estuario del Clyde nel marzo 1943 e, dopo aver ricevuto un allungamento del ponte di volo di 12,8 m, imbarcò alcuni Fairey Swordfish. Scortò con successo un convoglio, ma poco dopo, mentre prendeva il mare con un secondo, la Dasher soffrì problemi ai motori e dovette tornare alla base. Il 27 marzo 1943, poco dopo essere entrata nel Firth of Clyde, soffrì una grossa esplosione esterna ed affondò.

### USSCharger(CVE-30)
La USS Charger (CVE-30) fu progettata come la terza della quattro unità mercantili C3, destinate sia al trasporto di merci che di passeggeri, per la Moore-McCormack company. La nave fu varata il 1º marzo 1941 presso il cantiere Sun Shipbuilding and Drydock Co. di Chester, in Pennsylvania, con il nome Rio de la Plata. Il 20 maggio 1941 tutte e quattro le unità in costruzione nel cantiere furono requisite e trasformate in portaerei di scorta. Durante la guerra l'area d'operazione della Charger fu la baia di Chesapeake e il suo compito fu di addestrare piloti ed equipaggi alle operazioni su portaerei. Il 15 marzo 1946 la USS Charger fu disarmata a New York e il 30 gennaio 1947 fu venduta come nave mercantile al gruppo armatoriale Vlasov. Dopo la conversione a nave passeggeri fu ribattezzata Fairsea e utilizzata dalla Sitmar, società italiana controllata da Vlasov. Successive migliorie alle cabine di bordo assicurarono l'impiego a lungo termine della nave, principalmente utilizzata per il trasporto migranti tra l'Europa e l'Australia. La Fairsea fu bloccata da un incendio in sala macchine occorso il 29 gennaio 1969 tra Tahiti e Panama. Principalmente a causa della mancanza di ricambi, la nave fu demolita in Italia nel 1969.